# Trials of Telo Rinpoche
Trials of Telo Rinpoche is een Britse documentairefilm uit 1999, geregisseerd en geproduceerd door Ritu Sarin en Tenzin Sönam in opdracht van White Crane Films.

## Verhaal
De documentaire draait om Telo Rinpoche, een 21-jarige Amerikaan. De meeste mensen in zijn omgeving kennen hem onder de naam Eddie Ombadykow, een grote fan van de band The Smashing Pumpkins. In werkelijkheid is hij echter een Boeddhistische monnik die is opgegroeid in een Tibetaans klooster in India. Hij is volgens dalai lama Tenzin Gyatso mogelijk de reïncarnatie van een hoge Lama.
Telo reist af naar zijn vaderland Kalmukkië, een boeddhistische republiek in het zuiden van Rusland. Hier wordt hij door de aanwezige Boeddhisten vereerd als hun geestelijk leider. Zijn taak is het boeddhisme in de regio weer nieuw leven in te blazen. Tegelijk moet hij ook nog wennen aan zijn eigen lotsbestemming.

## Rolverdeling
- Telo Rinpoche  – zichzelf, alias Eddie Ombadykow